# Nigramma defasciata
Nigramma defasciata är en fjärilsart som beskrevs av Embrik Strand 1917. Nigramma defasciata ingår i släktet Nigramma och familjen nattflyn. Inga underarter finns listade i Catalogue of Life.